# Nueva Numancia (metrostation)
Nueva Numancia is een metrostation in de Spaanse hoofdstad Madrid. Het station werd geopend op 2 juli 1962 en wordt bediend door lijn 1 van de metro van Madrid.